# Isabela Cunha
Isabela Cunha (6 de outubro de 1996) é uma atriz brasileira. Filha de Antonio Cesar e Lucilene, tem duas irmãs Nattasha e Hannah. Integrou o elenco da telenovela Floribella, interpretando a personagem Renatinha. Foi indicada em 2005 ao Prêmio Contigo na categoria Revelação Infantil. Também fez a telenovela Cobras & Lagartos, interpretando Sofia, filha de Nikki Ortega (Tânia Khallil). Atuou com a "rainha dos baixinhos" Xuxa no filme Xuxa em Sonho de Menina, interpretando Vanessa. Também entregou um prêmio a Mário Lago no Domingão do Faustão. Em 2011, contracenou com a atriz Ingrid Guimarães no seriado Batendo Ponto, da Rede Globo, interpretando Stephany, filha de Val, personagem de Ingrid.

## Trabalhos no cinema
- 2007 - Xuxa em Sonho de Menina - Vanessa Silverman

## Trabalhos na TV
- 2001 - As Filhas da Mãe - Maria Elizabeth
- 2004 - Um Só Coração - Ursula Schmidt da Silva (Criança)
- 2005 - Hoje É Dia de Maria - Menina da Rua
- 2005 - Floribella - Renatinha (Renata Belarmino)
- 2006 - Floribella 2 - Renatinha (Renata Belarmino)
- 2006 - Cobras & Lagartos - Sofia Ortega
- 2008 - Vitória (novela portuguesa) - Patrícia
- 2011 - Batendo Ponto - Stephany